# Celebargiolestes
Celebargiolestes is een geslacht van libellen (Odonata) uit de familie van de Argiolestidae.

## Soorten
Celebargiolestes omvat 4 soorten:
- Celebargiolestes askewi Kalkman, 2016
- Celebargiolestes cinctus (Selys, 1886)
- Celebargiolestes orri Kalkman, 2016
- Celebargiolestes toli Kalkman, 2016